# آنتونیو کاردور
آنتونیو کاردور (انگلیسی: Antonio Cardore؛ زادهٔ ۱۸ ژانویهٔ ۱۹۹۶) بازیکن فوتبال است.